# World War II Valor in the Pacific National Monument
World War II Valor in the Pacific National Monument war eine Gedenkstätte vom Typ eines National Monuments in den US-Bundesstaaten Alaska, Hawaii und Kalifornien. Sie erinnerte an den Zweiten Weltkrieg im Pazifischen Ozean. Die Gedenkstätte wurde am 5. Dezember 2008 durch US-Präsident George W. Bush proklamiert und bestand aus neun bislang unabhängigen Teilen in drei Bundesstaaten und unter der Verwaltung von verschiedenen Ministerien der Bundesregierung der Vereinigten Staaten.
Mit dem Gesetz John D. Dingell, Jr. Conservation, Management, and Recreation Act, unterzeichnet am 12. März 2019 wurde das National Monument aufgelöst und in drei separate Schutzgebiete aufgeteilt: Das Pearl Harbor National Memorial auf Oahu, Hawaii, das Aleutian Islands World War II National Monument in Alaska und das Tule Lake National Monument in Kalifornien.

## Ziele
Mit der Gründung sollten verschiedene bestehende Gedenkstätten sowie weitere Einrichtungen im Hafen von Pearl Harbor, Hawaii zusammengefasst werden. Soweit es sich um Mahnmale für beim Angriff auf Pearl Harbor am 7. Dezember 1941 versenkte Kriegsschiffe handelt, verblieben die Wracks selbst unter der Hoheit des Verteidigungsministeriums, nur die Gedenkstätten wurden dem National Park Service unter dem Dach des Innenministeriums unterstellt.
Die Standorte in Alaska erinnern an die Schlacht um die Aleuten und liegen alle im bestehenden Naturschutzgebiet Alaska Maritime National Wildlife Refuge des United States Fish and Wildlife Service, sie bleiben unter dessen Verwaltung. Aufgrund der Abgelegenheit ist nicht mit größeren Besucherzahlen zu rechnen.
Der Standort in Kalifornien erinnert an die Internierung japanischstämmiger Amerikaner im Zweiten Weltkrieg und war damals der Ort des größten Internierungslagers. Er ist seit 2006 als National Historic Landmark ausgewiesen und großteils in privatem Besitz, der Thule Lake Municipal Airport liegt mitten im ehemaligen Lagerbereich. Verwaltung und Ausbau des Bodenanteils in Bundesbesitz zu einer Gedenkstätte sollen vom National Park Service übernommen werden.

## Liste der Standorte

### Hawaii: Pearl Harbor
- USS Arizona Memorial
- USS Utah Memorial
- USS Oklahoma Memorial
- Sechs Chief Petty Officer-Bungalows auf Ford Island
- Die Kais F6, F7 und F8, Teile der Battleship Row im Hafen von Pearl Harbor

### Alaska: Aleuten-Kette
- Relikte der Schlacht auf Attu Island
- Der zeitweilige Japanische Stützpunkt auf Kiska Island
- Absturzort eines B-24D Liberator Bombers auf Atka Island

### Kalifornien
- Tule Lake War Relocation Center